# Борис Денизов
Борис Денизов (Борис Денизов Филатов) е български драматичен актьор, режисьор и театрален деец. 

## Биография
Роден е в Русе на 13 октомври 1893 г. През 1909 г. дебютира в „Съвремен театър“, където играе до 1911 г. След това работи в Русенски градски театър. От 1912 до 1914 г. учи драматическо изкуство в Петербург. Работи като актьор в Плевенски градски театър и Народен театър. През 1928-1929 г. създава и ръководи пътуващия театър „Добри Войников“. Директор-режисьор на „Нов свят“, директор на Русенски градски театър и Хасковски драматичен театър. Режисьор в Софийски художествен театър, театър „Мара Тотева“. Актьор и режисьор в театрите в Добрич, Разград, Бяла, Горна Оряховица, Пазарджик, Силистра и Перник. От 1923 до 1925 г. е секретар на Съюза на артистите. През 1932 г. е сред инициаторите за създаване на Дружество на независимите артисти в България. Главен редактор на вестник „Театър и публика“, печатан орган на дружеството. Публикува статии и рецензии във вестниците „Рампа“, „Провинциален актьор“ и „Театър“. Почива на 5 юли 1973 г. в Перник.

## Роли
Борис Денизов играе множество роли, по-значимите са:
- Мозговой – „Сватба“ на Антон Чехов
- Фердишченко – „Идиот“ на Фьодор Достоевски
- Освалд – „Крал Лир“ на Уилям Шекспир
- Йонатан – „Далила“ на Константин Мутафов
- Македонски, Странджата – „Под игото“ на Иван Вазов
- Стамен – „Змейова сватба“ на Петко Тодоров
- Динко – „Вампир“ на Антон Страшимиров[1][2]

## Постановки
- „Големанов“ – Ст. Л. Костов
- „Буря“ – Александър Островски
- „Силата на мрака“ – Лев Толстой
- „Скъперникът“ – Молиер
- „Царска милост“ – Камен Зидаров[1][2]